# آرگوس (سگ)

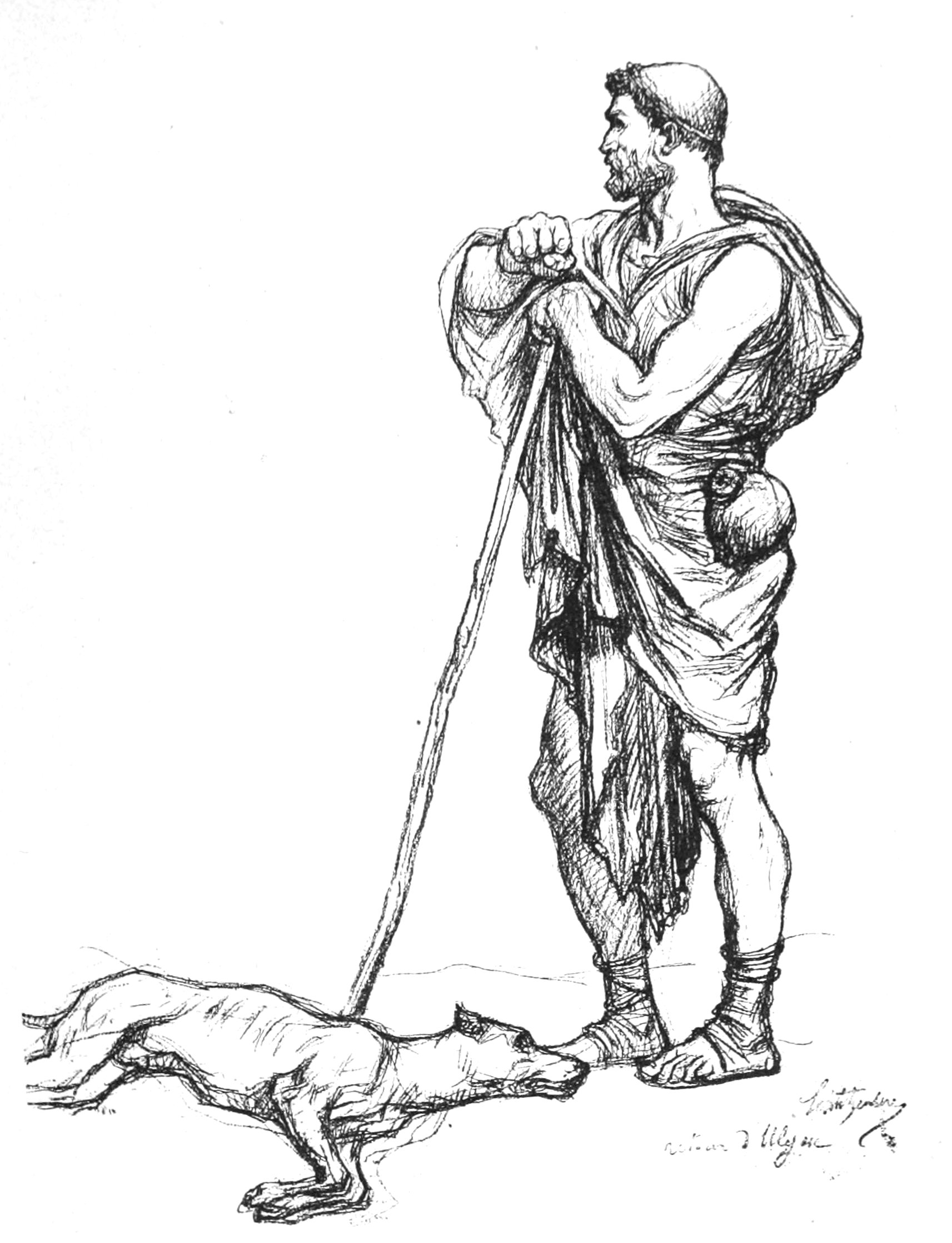
اودیسئوس و آرگوس

آرگوس (به یونانی: Ἄργος، Argos) سگی پایبند و دلبستهٔ اودیسئوس در افسانه‌های یونان باستان است. این سگ ۲۰ سال آزگار نگران و چشم به راه بازگشت او در ایتاکا ماند، هنگامی‌که همگان می‌پنداشتند که اودیسئوس بی‌گمان مرده است. پس از بازگشت اودیسئوس از جنگ تروآ، آرگوس نخستین کسی بود که او را شناخت. او با ژنده‌پوشی وانمود به گدایی کرد، تا ببیند که در نبودش چه در زادگاهش رخ داده است. آرگوس بی‌درنگ او را شناخت. دمش را به خرسندی از دیدار تازه تکانی داد و در دم جان باخت.